# Đường lên đỉnh Olympia năm thứ 9
Đường lên đỉnh Olympia năm thứ 9, thường được gọi tắt là Olympia 9 hay O9 là năm thứ 9 của cuộc thi Đường lên đỉnh Olympia dành cho học sinh trung học phổ thông do Đài Truyền hình Việt Nam tổ chức. Cuộc thi năm thứ 9 được phát sóng trên kênh VTV3 từ ngày 11 tháng 5 năm 2008 và kết thúc với trận chung kết được truyền hình trực tiếp vào ngày 17 tháng 5 năm 2009. Đây là năm duy nhất Việt Khuê trở thành người dẫn chương trình chính và là năm đánh dấu sự trở lại của MC Tùng Chi kể từ chung kết năm thứ 9.
Nhà vô địch của năm thứ 9 là Hồ Ngọc Hân đến từ Trường Trung học phổ thông chuyên Quốc Học Huế, Thừa Thiên Huế.

## Luật chơi
Một chương trình gồm có năm phần thi:

### Khởi động
Mỗi thí sinh lần lượt trả lời 6 câu hỏi thuộc 6 lĩnh vực: Khoa học tự nhiên, Khoa học xã hội, Thể thao, Nghệ thuật, Danh nhân - Sự kiện, Lĩnh vực khác. Thời gian trả lời cho mỗi câu hỏi là 5 giây. Trả lời đúng được cộng 10 điểm, sai không bị trừ điểm.

### Vượt chướng ngại vật
Có 8 từ hàng ngang, cũng chính là 8 gợi ý để tìm ra một từ chìa khóa. Các thí sinh lần lượt chọn một từ hàng ngang (mỗi thí sinh có tối đa hai lượt chọn từ hàng ngang) và có 15 giây để trả lời câu hỏi tương ứng với từ hàng ngang đó. Thí sinh trả lời đúng được 10 điểm, và được cộng thêm 5 điểm nếu là người lựa chọn. Nếu không có thí sinh nào trả lời đúng từ hàng ngang, từ hàng ngang đó sẽ không được lật mở.
Thí sinh có quyền bấm chuông trả lời chướng ngại vật bất cứ lúc nào. Trả lời đúng từ chìa khóa trong vòng 2 từ hàng ngang đầu tiên nhận được 80 điểm. Trả lời đúng từ chìa khóa ở các từ hàng ngang tiếp theo nhận được 40 điểm. Sau cả tám từ hàng ngang mà không ai có câu trả lời cho từ chìa khóa, một gợi ý cuối cùng sẽ được đưa ra; trả lời đúng từ chìa khóa sau gợi ý cuối cùng này sẽ chỉ được 20 điểm. Nếu trả lời sai từ chìa khóa, thí sinh sẽ bị loại khỏi phần chơi này.
Ngoài ra, một ô mạo hiểm với gợi ý rất gần với từ chìa khóa sẽ được đưa ra trước khi xuất hiện các từ hàng ngang. Ô mạo hiểm chỉ xuất hiện một lần duy nhất và chỉ dành cho một thí sinh lựa chọn. Thí sinh có 15 giây để trả lời ô mạo hiểm, và sau đó có 30 giây để giải chướng ngại vật. Thí sinh trả lời đúng từ chìa khóa sau ô mạo hiểm sẽ nhận được 120 điểm. Tuy nhiên, nếu trả lời sai từ chìa khóa, thí sinh sẽ bị chia đôi số điểm và mất quyền tham dự phần thi này.

### Tăng tốc
Có 4 câu hỏi được đưa ra, mỗi câu có 30 giây để các thí sinh trả lời bằng máy tính. Thí sinh trả lời đúng và nhanh nhất được 40 điểm, đúng và nhanh thứ hai được 30 điểm, đúng và nhanh thứ ba được 20 điểm, đúng và nhanh thứ tư được 10 điểm.
Các loại câu hỏi được sử dụng trong phần thi này:
- 1 câu hỏi IQ (câu số 3): Các dạng câu hỏi ở dạng này rất rộng, bao gồm tìm số khác trong dãy số, tìm hình khác nhất so với các hình đã cho, tìm quy luật để điền hình đúng, giải mật mã,.... Có nhiều lựa chọn. Sau mỗi 10 giây, một số đáp án sai sẽ bị lược đi.
- 2 câu hỏi đoạn băng (câu số 1 và câu số 4): Các bức ảnh, dữ kiện được đưa ra theo thứ tự từ mơ hồ tới chi tiết. Bằng các gợi ý này, thí sinh phải trả lời các câu hỏi như: "Đây là ai", "Đây là địa danh nào", "Đây là loài vật nào",...
- 1 câu hỏi tiếng Anh (câu số 2): cứ mỗi 10 giây lại đưa ra một dữ kiện.

### Thử sức cùng khán giả
Một câu hỏi của khán giả truyền hình sẽ được lựa chọn để thử thách cả bốn thí sinh tham dự chương trình. Các thí sinh sẽ tạo thành một nhóm và có 1 phút để đưa ra câu trả lời duy nhất. Nếu bốn học sinh trả lời đúng thì họ sẽ được nhận phần thưởng từ chương trình, ngược lại khán giả đưa ra câu hỏi sẽ nhận phần thưởng.

### Về đích
Lần lượt từng thí sinh lựa chọn gói câu hỏi dành riêng cho mình. Có 3 gói câu hỏi với các mức 40, 60, 80 điểm để thí sinh lựa chọn. Trong đó gói 40 điểm gồm 4 câu hỏi 10 điểm, gói 60 điểm gồm 2 câu hỏi 10 điểm và 2 câu hỏi 20 điểm, gói 80 điểm gồm 1 câu hỏi 10 điểm, 2 câu hỏi 20 điểm và 1 câu hỏi 30 điểm. Thời gian suy nghĩ và trả lời của câu 10 điểm là 10 giây, câu 20 điểm là 15 giây, câu 30 điểm là 20 giây.
Thí sinh đang trả lời gói câu hỏi của mình phải đưa ra câu trả lời trong thời gian quy định của chương trình. Nếu không trả lời được câu hỏi thì các thí sinh còn lại có 5 giây để bấm chuông giành quyền trả lời. Trả lời đúng được cộng thêm số điểm của câu hỏi từ thí sinh đang thi, trả lời sai sẽ bị trừ nửa số điểm của câu hỏi (riêng trong ba cuộc thi đầu tiên thì cả thí sinh đang thi cũng sẽ bị trừ nửa số điểm của câu hỏi).
Thí sinh có quyền được đặt ngôi sao hy vọng một lần trước bất kỳ câu hỏi nào. Trả lời đúng được gấp đôi số điểm, trả lời sai bị trừ đi đúng số điểm của câu hỏi đặt ngôi sao hy vọng.
Câu hỏi cuối cùng trong mỗi gói 60 hoặc 80 điểm sẽ xuất hiện trong một đoạn băng ngắn do nhóm phóng viên Olympia thực hiện (trong một số trường hợp).

### Thay đổi trong trận chung kết năm
Trận chung kết của năm thứ 9 có sự góp mặt của 5 thí sinh, vì vậy luật chơi có những sự điều chỉnh như sau:
- Vượt chướng ngại vật: Mỗi thí sinh chỉ có 1 lượt lựa chọn hàng ngang, sau đó những hàng ngang còn lại sẽ được chọn tự động theo thứ tự từ trên xuống dưới.
- Tăng tốc: Có 5 câu hỏi, với điểm số cho các thí sinh trả lời đúng theo thứ tự từ nhanh nhất đến chậm nhất lần lượt là 30, 25, 20, 15, 10.

## Chi tiết các cuộc thi
| Màu sắc sử dụng trong các bảng kết quả                  |
| ------------------------------------------------------- |
| Thí sinh đạt giải nhất và trực tiếp lọt vào vòng trong  |
| Thí sinh lọt vào vòng trong nhờ có số điểm nhì cao nhất |
| Thí sinh Vô địch cuộc thi Chung kết Năm                 |

### Trận 53: Chung kết năm
Đây là trận đấu thứ hai trong lịch sử Olympia (sau trận Tháng 3 - Quý 1, năm thứ 1), và là trận chung kết năm đầu tiên có năm thí sinh tham dự. 
| Họ và tên thí sinh   | Trường                                               | Khởi động | VCNV | Tăng tốc | Về đích | Tổng điểm |
| -------------------- | ---------------------------------------------------- | --------- | ---- | -------- | ------- | --------- |
| Bùi Tứ Quý           | PT Năng khiếu, ĐHQG TP. Hồ Chí Minh, TP. Hồ Chí Minh | 40        | 65   | 75       | -5      | 175       |
| Nguyễn Thị Thu Trang | THPT Chuyên Bảo Lộc, Lâm Đồng                        | 40        | 25   | 75       | 50      | 190       |
| Hồ Ngọc Hân          | THPT Chuyên Quốc Học, Thừa Thiên Huế                 | 50        | 0    | 95       | 100     | 245       |
| Đào Thị Hương        | THPT Bỉm Sơn, Thanh Hoá                              | 40        | 10   | 65       | -10     | 105       |
| Bạch Đình Thắng      | THPT Chuyên Nguyễn Huệ, Hà Nội                       | 50        | 10   | 35       | -60     | 35        |

- Dẫn chương trình tại các điểm cầu: Nguyễn Khắc Cường (điểm cầu Thanh Hoá), Nguyễn Diệp Chi (điểm cầu Thành phố Hồ Chí Minh), Nguyễn Hữu Việt Khuê (điểm cầu Thừa Thiên Huế), Nguyễn Hoàng Linh (điểm cầu Hà Nội), Phan Quỳnh Trang (điểm cầu Lâm Đồng)

## Tranh cãi

### Nghi vấn dàn xếp kết quả
Trước khi phát sóng chương trình Đường lên đỉnh Olympia tháng 3, quý 3, năm thứ 9, trên mạng Internet xuất hiện một bài blog của thầy giáo Nguyễn Anh Tuấn - giáo viên dạy toán trường THPT Chuyên Bắc Giang về việc chương trình Đường lên đỉnh Olympia dàn xếp kết quả, xử ép các thí sinh tỉnh lẻ để thí sinh Hà Nội đạt giải nhất. Cụ thể, cuộc thi tháng 3, quý 3 diễn ra giữa các thí sinh Lưu Hoàng Hải (Hà Nội), Nguyễn Hoàng Hiệp (Bắc Giang), Chí Thiện (Bình Thuận) và Phạm Minh Ngọc Hảo (Phú Yên). Thầy giáo Tuấn khẳng định chương trình gian lận từ khâu trang trí (thời điểm ghi hình là trước dịp Tết và thời điểm phát sóng là đã qua dịp Tết, nhưng vẫn xếp hoa đào và hoa mai quanh trường quay để chương trình phát vào thời điểm đó), tới câu hỏi khởi động (thí sinh Hoàng Hải trả lời sai nhưng MC Việt Khuê nói đó là câu đã hỏi từ tuần trước nên đổi câu hỏi khác), và việc bấm chuông trả lời chướng ngại vật (màn hình hiện tên Chí Thiện, nhưng MC lại mời Hoàng Hải trả lời). Lần lượt rất nhiều các thí sinh đã từng dự thi Olympia đứng lên thanh minh cho chương trình. Ngay sau khi nhận được phản hồi, VTV và êkip Olympia đã tiến hành làm rõ, mời thầy giáo Tuấn đến trường quay và cho xem quy trình thực hiện một chương trình Olympia hoàn chỉnh và Đạo diễn chương trình - BTV Tùng Chi, cùng các kĩ thuật viên, MC giải thích cặn kẽ những nghi vấn xung quanh cuộc thi. Sau đó, thầy giáo Tuấn đã tiến hành xin lỗi VTV và gỡ bỏ bài blog xuống. Tuy nhiên, ảnh hưởng của nó đã khiến uy tín chương trình bị sụt giảm.

### Trận chung kết có 5 thí sinh
Theo quy định, mỗi cuộc thi chỉ có bốn thí sinh được tham dự. Tuy nhiên, trận chung kết của Đường lên đỉnh Olympia năm thứ 9 đã có đến năm thí sinh. Sự việc này bắt nguồn từ trận thi quý 3, khi thí sinh Bạch Đình Thắng đứng trước câu hỏi 30 điểm cuối cùng và quyết định chọn ngôi sao hy vọng, trong khi đang kém thí sinh dẫn đầu (Hồ Ngọc Hân) 60 điểm. Câu hỏi của Thắng là nêu sáu hệ cơ quan trong cơ thể người. Thí sinh này trả lời đúng 5 hệ (hệ tuần hoàn, hệ tiêu hóa, hệ bài tiết, hệ thần kinh, hệ hô hấp), còn hệ thứ 6 là "nội tiết" không được ban cố vấn chấp nhận (đáp án là "hệ vận động". Do đó, Thắng bị trừ 30 điểm và không được vào trận chung kết. 
Sau một thời gian, gia đình Thắng tiếp tục gửi cho chương trình quyển sách giáo khoa sinh học lớp 8 do Bộ Giáo dục và Đào tạo phát hành, trong đó có cả một chương về Hệ nội tiết và dòng viết có đoạn "Hệ nội tiết là hệ quan trọng trong cơ thể người". Trước bằng chứng này, VTV đã mời ban cố vấn sinh học, các chuyên gia y-sinh cũng như người biên soạn sách giáo khoa để thống nhất đáp án. Cả hai bên đều đưa ra lập luận khoa học riêng, không ai chấp nhận mình sai. Cuối cùng, ban tổ chức kết luận "thí sinh học thế nào thì trả lời thế ấy" và chấp nhận câu trả lời này, dẫn đến Thắng không những không bị trừ điểm mà còn được cộng thêm 60 điểm, bằng số điểm của Hồ Ngọc Hân. Do cuộc thi đã được ghi hình và kết thúc từ trước đó, chương trình quyết định trao đồng giải nhất cho cả Thắng và Hân, đồng nghĩa với việc cả hai cùng được lọt vào trận chung kết.